# Brígida Maldonado
Brígida Maldonado (Salamanca, siglo XVI – Sevilla, siglo XVI) fue una librera e impresora española, perteneciente a la familia Cromberger, los más importantes impresores en la Sevilla del siglo XVI.

## Trayectoria
Maldonado procedía de la familia Carón, libreros de Salamanca, donde aprendió el oficio. Alrededor de 1524, se casó con Juan Cromberger, hijo de Jacobo Cromberger, que regentaban la imprenta más importante de Sevilla durante el siglo XVI, habiendo obtenido además el privilegio de imprimir y vender libros en América.
En 1540, Maldonado enviudó. Juan Cromberger dejaba nueve hijos, pero el mayor, Jácome, contaba solo quince años y aún no estaba preparado para llevar los negocios familiares, por lo que su madre se hizo cargo de ellos en el periodo llamado de transición (1541-1545).
A diferencia de otras viudas, Maldonado no se volvió a casar llevando directamente ella la imprenta y hasta los negocios de América. La imprenta alcanzó gran prosperidad, pero prefirió mantener el nombre de Cromberger en los colofones, firmando sus obras como «Viuda de Juan Cromberger», o «en casa de Juan Cromberger». En el pie de imprenta a veces añadió notas personales acerca de su condición, como en la edición de 1542 del Amadís de Gaula, tales como «la desdichada viuda» o «la triste Brígida Maldonado».
En esta época de transición, de 1540 a 1545,  solo se conocen tres ediciones que lleven el nombre del hijo, y es a partir de 1545 cuando aparece de forma sistemática su nombre. Todos los estudiosos coinciden en la calidad y cantidad de las obras impresas durante este periodo de transición, así como que esa calidad decae a partir de 1545, cuando su hijo se hizo cargo de la imprenta.

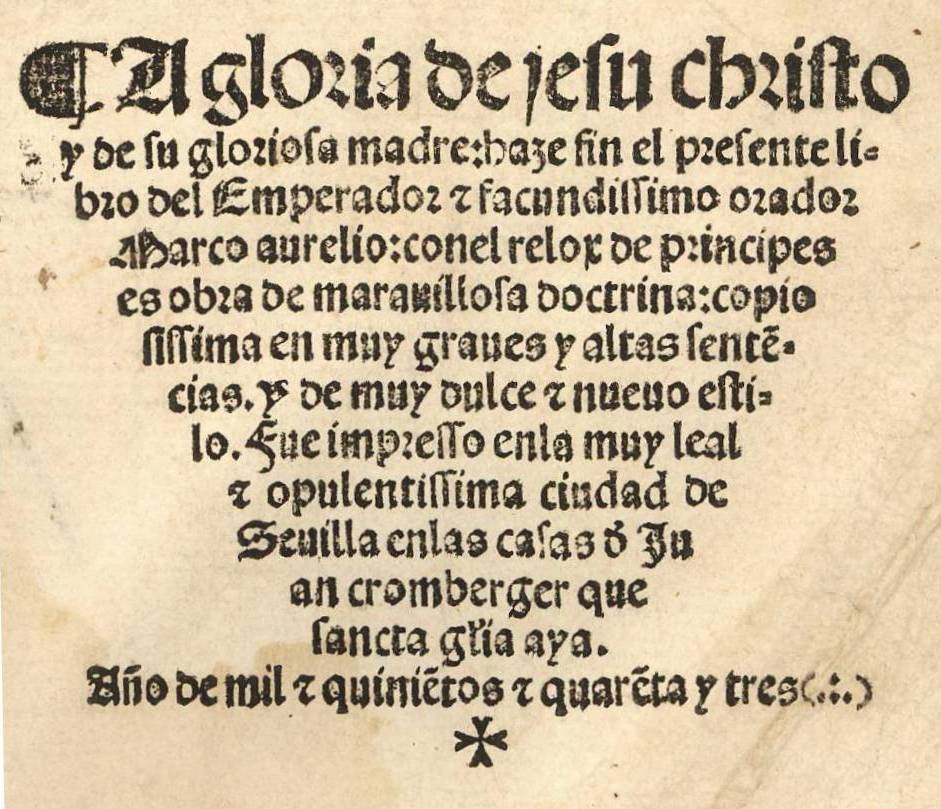
Colofón de la obra A la gloria de Jesucristo impreso en Sevilla "en las casas de Juan de Cromberger, que santa gloria haya"

Con talento comercial, sabía sacar partido a los gustos del público. Por ejemplo sacó al menos tres ediciones de Silva de varia lección de Pedro Mexía, que se había imprimido en otro taller sevillano en 1540, para el que obtuvo un privilegio exclusivo de publicación.
Se arriesgó además a publicar títulos nuevos entre los que no faltaron los reformistas o autores espirituales como  Juan de Cazalla, Constantino Ponce de la Fuente y, muy probablemente, fray Domingo de Valtanás Mejía. Incluyó en su catálogo ediciones en línea con el interés por Erasmo en la Sevilla de la época.
Publicó algunos libros en ediciones desglosables, que permitían la venta de libros por secciones o completas. Para las grande ferias como la de Medina del Campo, o cuando zarpaban naves para América era capaz de sacar una producción extra, subcontratando la impresión con otros talleres sevillanos. Negoció también una renovación del monopolio de exportación de libros que tenía la casa Cromberger hacia Nueva España.

## Obra[3]
- 1541 – La vida y excelentes dichos delos más sabios filosofos que vuo [sic] en este mundo de Fernando Díaz.
- 1543 – Marco aurelio c¯o el Relox de principes de Antonio de Guevara .
- 1543 – Lucero de la vida xpiana de Pedro Ximenez de Prejano.
- 1543 – Silva de varia lecion de Pedro Mejía .
- 1544 – La lengua de Erasmo nueuamente romançada por muy elegante estilo.

## Reconocimientos
En el 2019, la Feria del Libro Antiguo y de Ocasión de Sevilla se le hizo un homenaje por parte de las actrices de teatro clásico Cristina Almazán y Alicia Moruno, por su importancia dentro de la imprenta sevillana en el siglo XVI.